# The 24K Magic World Tour
 (novembre 2016).
Si vous disposez d'ouvrages ou d'articles de référence ou si vous connaissez des sites web de qualité traitant du thème abordé ici, merci de compléter l'article en donnant les références utiles à sa vérifiabilité et en les liant à la section « Notes et références ».
Tournées par Bruno Mars
The Moonshine Jungle Tour
(2013-2014)
The 24K Magic World Tour est la troisième tournée internationale du chanteur, auteur et compositeur Bruno Mars. Elle débute le 28 mars 2017 à Anvers et s’acheve le 31 décembre 2018 à Las Vegas. Le chanteur traverse six continents pendant 21 mois et se produit à six reprises en France au stade Pierre-Mauroy de Lille le 31 mars 2017, à l'Arena de Montpellier le 8 avril 2017, à l'AccorHotels Arena de Paris les 5 et 6 juin 2017, à la Halle Tony Garnier de Lyon le 8 juin 2017 et au stade de France le 30 juin 2018. Cette tournée promeut son troisième album 24K Magic sorti le 18 novembre 2016, et se hisse à la 8e place au classement des tournées les plus lucratives de tous les temps.

## Setlist
1. Finesse
2. 24K Magic
3. Treasure
4. Perm
5. Calling All My Lovelies / Wake Up In The Sky
6. Chunky
7. That’s What I Like
8. Straight Up and Down
9. Versace On The Floor
10. Marry You
11. Runaway Baby
12. When I Was Your Man
13. Gorilla
14. Grenade
15. Just The Way You Are
Rappel
16. Locked Out Of Heaven
17. Uptown Funk

## Premières parties
- Anderson .Paak (Europe)
- DNCE (Amérique du Sud, Europe)
- Camila Cabello (Amérique du Nord, première partie)
- Cardi B  (Amérique du Nord, deuxième partie)
- Dua Lipa (Océanie)
- Boyz II Men

## Dates de la tournée
| Date              | Ville               | Pays             | Lieu                               |
| ----------------- | ------------------- | ---------------- | ---------------------------------- |
| Europe            |                     |                  |                                    |
| 28 mars 2017      | Anvers              | Belgique         | Palais des sports                  |
| 29 mars 2017      | Anvers              | Belgique         | Palais des sports                  |
| 31 mars 2017      | Lille               | France           | Stade Pierre-Mauroy                |
| 3 avril 2017      | Madrid              | Espagne          | Palais des sports                  |
| 4 avril 2017      | Lisbonne            | Portugal         | MEO Arena                          |
| 7 avril 2017      | Barcelone           | Espagne          | Palau Sant Jordi                   |
| 8 avril 2017      | Montpellier         | France           | Sud de France Arena                |
| 10 avril 2017     | Cologne             | Allemagne        | Lanxess Arena                      |
| 12 avril 2017     | Glasgow             | Royaume-Uni      | The SSE Hydro                      |
| 13 avril 2017     | Glasgow             | Royaume-Uni      | The SSE Hydro                      |
| 15 avril 2017     | Liverpool           | Royaume-Uni      | Echo Arena                         |
| 18 avril 2017     | Londres             | Royaume-Uni      | O2 Arena                           |
| 19 avril 2017     | Londres             | Royaume-Uni      | O2 Arena                           |
| 21 avril 2017     | Londres             | Royaume-Uni      | O2 Arena                           |
| 22 avril 2017     | Londres             | Royaume-Uni      | O2 Arena                           |
| 24 avril 2017     | Birmingham          | Royaume-Uni      | Barclaycard Arena                  |
| 25 avril 2017     | Birmingham          | Royaume-Uni      | Barclaycard Arena                  |
| 27 avril 2017     | Nottingham          | Royaume-Uni      | Motorpoint Arena                   |
| 29 avril 2017     | Dublin              | Irlande          | 3Arena                             |
| 30 avril 2017     | Dublin              | Irlande          | 3Arena                             |
| 2 mai 2017        | Manchester          | Royaume-Uni      | Manchester Arena                   |
| 3 mai 2017        | Manchester          | Royaume-Uni      | Manchester Arena                   |
| 5 mai 2017        | Leeds               | Royaume-Uni      | First Direct Arena                 |
| 6 mai 2017        | Sheffield           | Royaume-Uni      | Sheffield Arena                    |
| 9 mai 2017        | Amsterdam           | Pays-Bas         | Ziggo Dome                         |
| 10 mai 2017       | Amsterdam           | Pays-Bas         | Ziggo Dome                         |
| 12 mai 2017       | Zurich              | Suisse           | Hallenstadion                      |
| 14 mai 2017       | Munich              | Allemagne        | Olympiahalle                       |
| 17 mai 2017       | Hambourg            | Allemagne        | Barclaycard Arena                  |
| 18 mai 2017       | Copenhague          | Danemark         | Royal Arena                        |
| 20 mai 2017       | Stockholm           | Suède            | Ericsson Globe                     |
| 22 mai 2017       | Helsinki            | Finlande         | Hartwall Arena                     |
| 24 mai 2017       | Oslo                | Norvège          | Telenor Arena                      |
| 26 mai 2017       | Berlin              | Allemagne        | Mercedes-Benz Arena                |
| 27 mai 2017       | Cracovie            | Pologne          | Tauron Arena Kraków                |
| 30 mai 2017       | Budapest            | Hongrie          | Papp László Budapest Sportaréna    |
| 1er juin 2017     | Francfort           | Allemagne        | Festhalle                          |
| 3 juin 2017       | Vienne              | Autriche         | Wiener Stadthalle                  |
| 5 juin 2017       | Paris               | France           | AccorHotels Arena                  |
| 6 juin 2017       | Paris               | France           | AccorHotels Arena                  |
| 8 juin 2017       | Lyon                | France           | Halle Tony-Garnier                 |
| 12 juin 2017      | Bologne             | Italie           | Unipol Arena                       |
| 14 juin 2017      | Genève              | Suisse           | Arena de Genève                    |
| 15 juin 2017      | Milan               | Italie           | Mediolanum Forum                   |
| Amérique du Nord  |                     |                  |                                    |
| 15 juillet 2017   | Las Vegas           | États-Unis       | T-Mobile Arena                     |
| 18 juillet 2017   | Sacramento          | États-Unis       | Golden 1 Center                    |
| 20 juillet 2017   | San José            | États-Unis       | SAP Center                         |
| 21 juillet 2017   | San José            | États-Unis       | SAP Center                         |
| 23 juillet 2017   | Portland            | États-Unis       | Moda Center                        |
| 24 juillet 2017   | Tacoma              | États-Unis       | Tacoma Dome                        |
| 26 juillet 2017   | Vancouver           | Canada           | Rogers Arena                       |
| 27 juillet 2017   | Vancouver           | Canada           | Rogers Arena                       |
| 30 juillet 2017   | Edmonton            | Canada           | Rogers Place                       |
| 31 juillet 2017   | Edmonton            | Canada           | Rogers Place                       |
| 2 août 2017       | Winnipeg            | Canada           | MTS Centre                         |
| 4 août 2017       | Fargo               | États-Unis       | FargoDome                          |
| 5 août 2017       | Saint Paul          | États-Unis       | Xcel Energy Center                 |
| 7 août 2017       | Lincoln             | États-Unis       | Pinnacle Bank Arena                |
| 9 août 2017       | Kansas City         | États-Unis       | Sprint Center                      |
| 12 août 2017      | Détroit             | États-Unis       | The Palace of Auburn Hills         |
| 13 août 2017      | Indianapolis        | États-Unis       | Bankers Life Fieldhouse            |
| 15 août 2017      | Cleveland           | États-Unis       | Quicken Loans Arena                |
| 16 août 2017      | Chicago             | États-Unis       | United Center                      |
| 18 août 2017      | Chicago             | États-Unis       | United Center                      |
| 19 août 2017      | Chicago             | États-Unis       | United Center                      |
| 22 août 2017      | Pittsburgh          | États-Unis       | PPG Paints Arena                   |
| 24 août 2017      | Québec              | Canada           | Centre Vidéotron                   |
| 26 août 2017      | Toronto             | Canada           | Centre Air Canada                  |
| 27 août 2017      | Toronto             | Canada           | Centre Air Canada                  |
| 29 août 2017      | Montréal            | Canada           | Centre Bell                        |
| 30 août 2017      | Montréal            | Canada           | Centre Bell                        |
| 14 septembre 2017 | Charlotte           | États-Unis       | Spectrum Center                    |
| 17 septembre 2017 | Memphis             | États-Unis       | FedexForum                         |
| 19 septembre 2017 | Louisville          | États-Unis       | KFC Yum! Center                    |
| 20 septembre 2017 | Columbus            | États-Unis       | Schottenstein Center               |
| 22 septembre 2017 | New York            | États-Unis       | Madison Square Garden              |
| 23 septembre 2017 | New York            | États-Unis       | Madison Square Garden              |
| 26 septembre 2017 | Newark              | États-Unis       | Prudential Center                  |
| 27 septembre 2017 | Buffalo             | États-Unis       | KeyBank Center                     |
| 29 septembre 2017 | Washington          | États-Unis       | Verizon Center                     |
| 30 septembre 2017 | Washington          | États-Unis       | Verizon Center                     |
| 4 octobre 2017    | Brooklyn            | États-Unis       | Barclays Center                    |
| 5 octobre 2017    | Uniondale           | États-Unis       | Nassau Veterans Memorial Coliseum  |
| 7 octobre 2017    | Boston              | États-Unis       | TD Garden                          |
| 8 octobre 2017    | Boston              | États-Unis       | TD Garden                          |
| 10 octobre 2017   | Philadelphie        | États-Unis       | Wells Fargo Center                 |
| 12 octobre 2017   | Raleigh             | États-Unis       | PNC Arena                          |
| 14 octobre 2017   | Orlando             | États-Unis       | Amway Center                       |
| 15 octobre 2017   | Fort Lauderdale     | États-Unis       | BB&T Center                        |
| 18 octobre 2017   | Miami               | États-Unis       | American Airlines Arena            |
| 19 octobre 2017   | Tampa               | États-Unis       | Amalie Arena                       |
| 21 octobre 2017   | La Nouvelle-Orléans | États-Unis       | Smoothie King Center               |
| 22 octobre 2017   | Little Rock         | États-Unis       | Verizon Arena                      |
| 24 octobre 2017   | Houston             | États-Unis       | Toyota Center                      |
| 25 octobre 2017   | San Antonio         | États-Unis       | AT&T Center                        |
| 27 octobre 2017   | Dallas              | États-Unis       | American Airlines Arena            |
| 30 octobre 2017   | Denver              | États-Unis       | Pepsi Center                       |
| 2 novembre 2017   | Fresno              | États-Unis       | Save Mart Center                   |
| 3 novembre 2017   | Oakland             | États-Unis       | Oracle Arena                       |
| 5 novembre 2017   | Phoenix             | États-Unis       | Talking Stick Resort Arena         |
| 7 novembre 2017   | Los Angeles         | États-Unis       | The Forum                          |
| 8 novembre 2017   | Los Angeles         | États-Unis       | The Forum                          |
| 10 novembre 2017  | Los Angeles         | États-Unis       | The Forum                          |
| 11 novembre 2017  | Los Angeles         | États-Unis       | The Forum                          |
| Amérique du Sud   |                     |                  |                                    |
| 18 novembre 2017  | Rio de Janeiro      | Brésil           | Praça da Apoteose                  |
| 19 novembre 2017  | Rio de Janeiro      | Brésil           | Praça da Apoteose                  |
| 22 novembre 2017  | São Paulo           | Brésil           | Stade Cícero-Pompeu-de-Toledo      |
| 23 novembre 2017  | São Paulo           | Brésil           | Stade Cícero-Pompeu-de-Toledo      |
| 25 novembre 2017  | La Plata            | Argentine        | Stade Ciudad de La Plata           |
| 28 novembre 2017  | Santiago            | Chili            | Stade national                     |
| 30 novembre 2017  | Lima                | Pérou            | Estadio Nacional                   |
| 2 décembre 2017   | Quito               | Équateur         | Estadio Olímpico Atahualpa         |
| 5 décembre 2017   | Bogota              | Colombie         | Estadio El Campín                  |
| 7 décembre 2017   | San José            | Costa Rica       | Estadio Nacional de Costa Rica     |
| Amérique du Nord  |                     |                  |                                    |
| 20 décembre 2018  | National Harbor     | États-Unis       | The Theater at MGM National Harbor |
| 21 décembre 2018  | National Harbor     | États-Unis       | The Theater at MGM National Harbor |
| 30 décembre 2018  | Las Vegas           | États-Unis       | Park Theatre                       |
| 31 décembre 2018  | Las Vegas           | États-Unis       | Park Theatre                       |
| Amérique Centrale |                     |                  |                                    |
| 31 janvier 2018   | Monterrey           | Mexique          | Estadio Universitario              |
| 2 février 2018    | Mexico              | Mexique          | Foro Sol                           |
| 3 février 2018    | Mexico              | Mexique          | Foro Sol                           |
| 5 février 2018    | Guadalajara         | Mexique          | Estadio Chivas                     |
| Amérique du Nord  |                     |                  |                                    |
| 14 février 2018   | Las Vegas           | États-Unis       | Park Theatre                       |
| 16 février 2018   | Las Vegas           | États-Unis       | Park Theatre                       |
| 17 février 2018   | Las Vegas           | États-Unis       | Park Theatre                       |
| 19 février 2018   | Las Vegas           | États-Unis       | Park Theatre                       |
| Océanie           |                     |                  |                                    |
| 27 février 2018   | Auckland            | Nouvelle-Zélande | Spark Arena                        |
| 28 février 2018   | Auckland            | Nouvelle-Zélande | Spark Arena                        |
| 2 mars 2018       | Auckland            | Nouvelle-Zélande | Spark Arena                        |
| 3 mars 2018       | Auckland            | Nouvelle-Zélande | Spark Arena                        |
| 7 mars 2018       | Melbourne           | Australie        | Rod Laver Arena                    |
| 8 mars 2018       | Melbourne           | Australie        | Rod Laver Arena                    |
| 10 mars 2018      | Melbourne           | Australie        | Rod Laver Arena                    |
| 11 mars 2018      | Melbourne           | Australie        | Rod Laver Arena                    |
| 14 mars 2018      | Brisbane            | Australie        | Brisbane International Center      |
| 15 mars 2018      | Brisbane            | Australie        | Brisbane International Center      |
| 17 mars 2018      | Sydney              | Australie        | Qudos Bank Arena                   |
| 18 mars 2018      | Sydney              | Australie        | Qudos Bank Arena                   |
| 20 mars 2018      | Sydney              | Australie        | Qudos Bank Arena                   |
| 23 mars 2018      | Sydney              | Australie        | Qudos Bank Arena                   |
| 24 mars 2018      | Sydney              | Australie        | Qudos Bank Arena                   |
| 26 mars 2018      | Adelaide            | Australie        | Adelaide International Arena       |
| 28 mars 2018      | Perth               | Australie        | Perth Arena                        |
| 29 mars 2018      | Perth               | Australie        | Perth Arena                        |
| Asie              |                     |                  |                                    |
| 11 avril 2018     | Saitama             | Japon            | Saitama Super Arena                |
| 12 avril 2018     | Saitama             | Japon            | Saitama Super Arena                |
| 14 avril 2018     | Saitama             | Japon            | Saitama Super Arena                |
| 15 avril 2018     | Saitama             | Japon            | Saitama Super Arena                |
| 17 avril 2018     | Tapei               | Taïwan           | Nangang Exhibition Center          |
| 28 avril 2018     | Macao               | Macao            | Cotai Arena                        |
| 30 avril 2018     | Bangkok             | Thaïlande        | Impact Arena                       |
| 1er mai 2018      | Bangkok             | Thaïlande        | Impact Arena                       |
| 3 mai 2018        | Manille             | Philippines      | Mall of Asia Arena                 |
| 4 mai 2018        | Manille             | Philippines      | Mall of Asia Arena                 |
| 6 mai 2018        | Singapour           | Singapour        | Singapore Indoor Stadium           |
| 7 mai 2018        | Singapour           | Singapour        | Singapore Indoor Stadium           |
| 9 mai 2018        | Kuala Lumpur        | Malaisie         | Axiata Arena                       |
| 12 mai 2018       | Hong Kong           | Hong Kong        | AsiaWorld-Arena                    |
| 13 mai 2018       | Hong Kong           | Hong Kong        | AsiaWorld-Arena                    |
| Europe            |                     |                  |                                    |
| 20 juin 2018      | Barcelone           | Espagne          | Stade olympique Lluís-Companys     |
| 22 juin 2018      | Madrid              | Espagne          | Wanda Metropolitano                |
| 24 juin 2018      | Lisbonne            | Portugal         | Rock in Rio                        |
| Afrique           |                     |                  |                                    |
| 27 juin 2018      | Rabat               | Maroc            | OLM Souissi                        |
| Europe            |                     |                  |                                    |
| 30 juin 2018      | Paris               | France           | Stade de France                    |
| 2 juillet 2018    | Düsseldorf          | Allemagne        | Merkur Spiel-Arena                 |
| 10 juillet 2018   | Glasgow             | Royaume-Uni      | Glasgow Green                      |
| 12 juillet 2018   | Dublin              | Irlande          | Marlay Park                        |
| 14 juillet 2018   | Londres             | Royaume-Uni      | Hyde Park                          |
| Amérique du Nord  |                     |                  |                                    |
| 7 septembre 2018  | Denver              | États-Unis       | Pepsi Center                       |
| 8 septembre 2018  | Denver              | États-Unis       | Pepsi Center                       |
| 11 septembre 2018 | Saint Paul          | États-Unis       | Xcel Energy Center                 |
| 12 septembre 2018 | Saint Paul          | États-Unis       | Xcel Energy Center                 |
| 15 septembre 2018 | Détroit             | États-Unis       | Little Caesars Arena               |
| 16 septembre 2018 | Détroit             | États-Unis       | Little Caesars Arena               |